# Église protestante de Spa
L’église protestante de Spa, située rue Brixhe, est un édifice religieux protestant, classé comme « bâtiment de grande valeur du centre ancien » de la ville de Spa, dans la province de Liège.

## Historique
Les premières réunions de protestants à Spa sont mentionnées en 1562. Elle se tiennent chez la famille Collin. Les idées nouvelles se propagent rapidement dans la région, à Liège, dans le duché de Limbourg, à Verviers, dans le Pays d'Outremeuse et le marquisat de Franchimont . En 1562, Thomas Watlet, du village de Becco près de Theux, à 10 km de Spa, partisan du réformateur Zwingli, est brûlé à Liège. Il avait été arrêté quatre ans plus tôt. En 1565, les organisateurs du Compromis des Nobles, alliance formée dans les Pays-Bas espagnols pour atténuer les ordonnances de Philippe II contre le protestantisme, se réunissent discrètement à Spa, rue Xhrouet, sous prétexte d'y prendre les eaux. Mais leur requête est rejetée par le roi, des troubles éclatent, prélude à la guerre de Quatre-Vingts Ans contre la monarchie espagnole, aboutissant en 1581 à l'indépendance des Provinces-Unies au nord, les Pays-Bas du sud restant espagnols et catholiques. Une petite enclave protestante subsiste avec les villes d’Olne et de Dalhem, dans la partie du duché de Limbourg restée sous le contrôle des Provinces-Unies.
En parallèle de ces événements politiques et religieux, le thermalisme se développe fortement à Spa et attire des personnalités de toute l’Europe : Louis IV de Gonzague-Nevers en 1576, Montaigne en 1580, le roi Henri III en 1585, Alexandre Farnèse en 1589, Descartes en 1645, le roi Charles II d’Angleterre en 1654. Suivent le prince et la Princesse d'Orange, la reine Christine de Suède en 1655, le roi du Danemark. Les Anglais sont si nombreux à Spa que le roi d'Angleterre Charles Ier décide de créer en 1627, par acte particulier, une chapelainie (chapellenie) anglicane à Spa. C’est probablement la plus ancienne du continent européen. Ensuite, par un Order in Council du 1er octobre 1633, le roi plaça cette paroisse sous la supervision de l’évêque de Londres, mais cela n'impliquait la création d'un lieu de culte propre.  
Cette affluence de monarques de différentes confessions chrétiennes est tolérée par le prince-évêque de Liège qui y voit une source de revenus, mais en même temps pour faire face au développement du protestantisme, il fait appel aux Frères mineurs capucins qui installent des communautés à Malmedy en 1617 et à Spa en 1623. Une première chapelle est construite à Spa, puis en 1643 un couvent plus grand.  

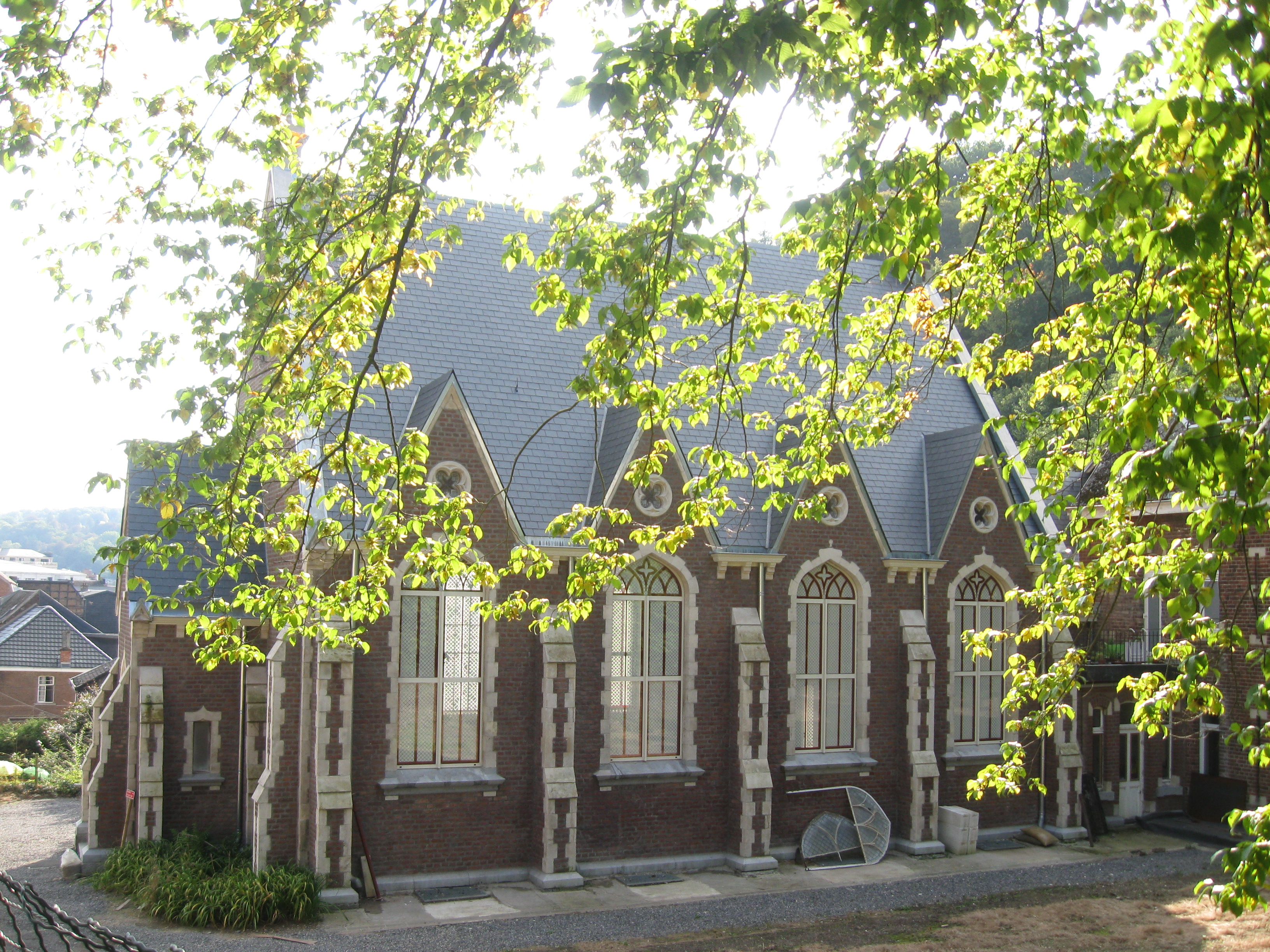
Temple de Spa, après ravalement et avec ses nouveaux vitraux (Façade Nord) (2 septembre 2014)

En 1715 les Pays-Bas du Sud passent des Habsbourg d'Espagne aux Habsbourg d'Autriche. Le tsar Pierre le Grand  est à Spa en 1717. Ce 18e siècle, âge d’or de Spa, voit des touristes catholiques, protestants et anglicans, fréquenter les thermes en bonne intelligence. Comme le décrit le baron von Pöllnitz dans ses "Amusemens des eaux de Spa", ils parlent entre eux de sujets religieux de manière éclairée et courtoise. Cependant les curistes protestants et anglicans n'y disposent pas de lieu de culte. En juillet 1781 l'Empereur Joseph II passe trois jours à Spa et la décrit comme le "Café de l'Europe".
Le 12 novembre de la même année, il signe l’Edit de Tolérance, en vertu duquel "il est permis aux protestants de bâtir des églises dans les emplacements au choix desquels les Magistrats ou Gens de Loi auront donné leur approbation, à condition, néanmoins que ces édifices n'aient aucune apparence d'église... et qu'il n'y ait ni clocher, ni cloches, ni sonneries en manière quelconque...Les Protestants jouiront tranquillement dans ces édifices de l'exercice privé de leur culte, et leurs Ministres pourront librement se transporter chez les malades de leur communion, pour les consoler et assister pendant leurs maladies. Les Protestants seront admis désormais à la Bourgeoisie de toutes les villes, ainsi qu'aux corps des Métiers ; et enfin aux grades académiques des Arts, du Droit et de la Médecine dans l'Université de Louvain, sur le même pied que les autres sujets de Sa Majesté à l'effet de quoi les Magistrats, ainsi que les différentes facultés de l'Université, sont autorisés à accorder pour chaque cas, les dispenses requises... Ces résolutions de Sa Majesté... tendent directement au bien public en général, à l'avantage du commerce en particulier et surtout à étendre les limites de la charité chrétienne". En 1782  un nouveau cimetière plus grand est à construire. "Le magistrat prenant en considération le concours des différentes nations qui séjournent chaque année à Spa" y annexe  "un cimetière particulier et des caveaux" pour les Réformés. En réalité ce cimetière en comprenait trois : un pour les catholiques, un pour les protestants et un mausolée pour le protestant William Cockerill (qui s'était établi à Spa à la fin du XVIIIe siècle), son épouse et six de leurs descendants. (Le plus célèbre d'entre eux, leur fils John Cockerill, qui avait installé à Spa une usine de cardes, fut cependant enterré à Seraing)  
Mais déjà les idées révolutionnaires arrivent à Spa. Dès le mois d'août 1789, des troubles éclatent, le Prince-Evêque s'enfuit, c'est le début de la révolution liégeoise. En 1797, l'ordre des Capucins est supprimé à Spa, les Capucins chassés et leurs biens confisqués et vendus. Une partie est alors mise par les Français à la disposition des Réformés et des anglicans pour leur culte. En 1810, le chirurgien Damseau, devenu propriétaire, fait démolir l’église et deux ailes du couvent.

En 1815, le Congrès de Vienne réunit les Pays-Bas du Sud aux Pays-Bas du Nord. Pendant cette période hollandaise, M. Damseaux transforme sa propriété en Hôtel Bel Oeil. Le 27 juillet 1818, pour servir au culte protestant, il fut loué pour 353 francs par le gouverneur de la Province de Liège. Le bail concernait une partie non détruite de l’ancien couvent, en particulier le réfectoire, pouvant contenir 200 personnes, et deux chambres au rez-de-chaussée. Les protestants y tiennent leur culte et études bibliques, tandis que les anglicans disposent d'une salle au Waux-hall. En 1818 le pasteur Roediger des paroisses de Verviers-Hodimont, Dalhem et Olne, dessert aussi la paroisse protestante de Spa. En 1823 le pasteur Milner Wheeler est installé à Spa pour les offices en anglais. Les cultes en français et en anglais sont alors hebdomadaires.

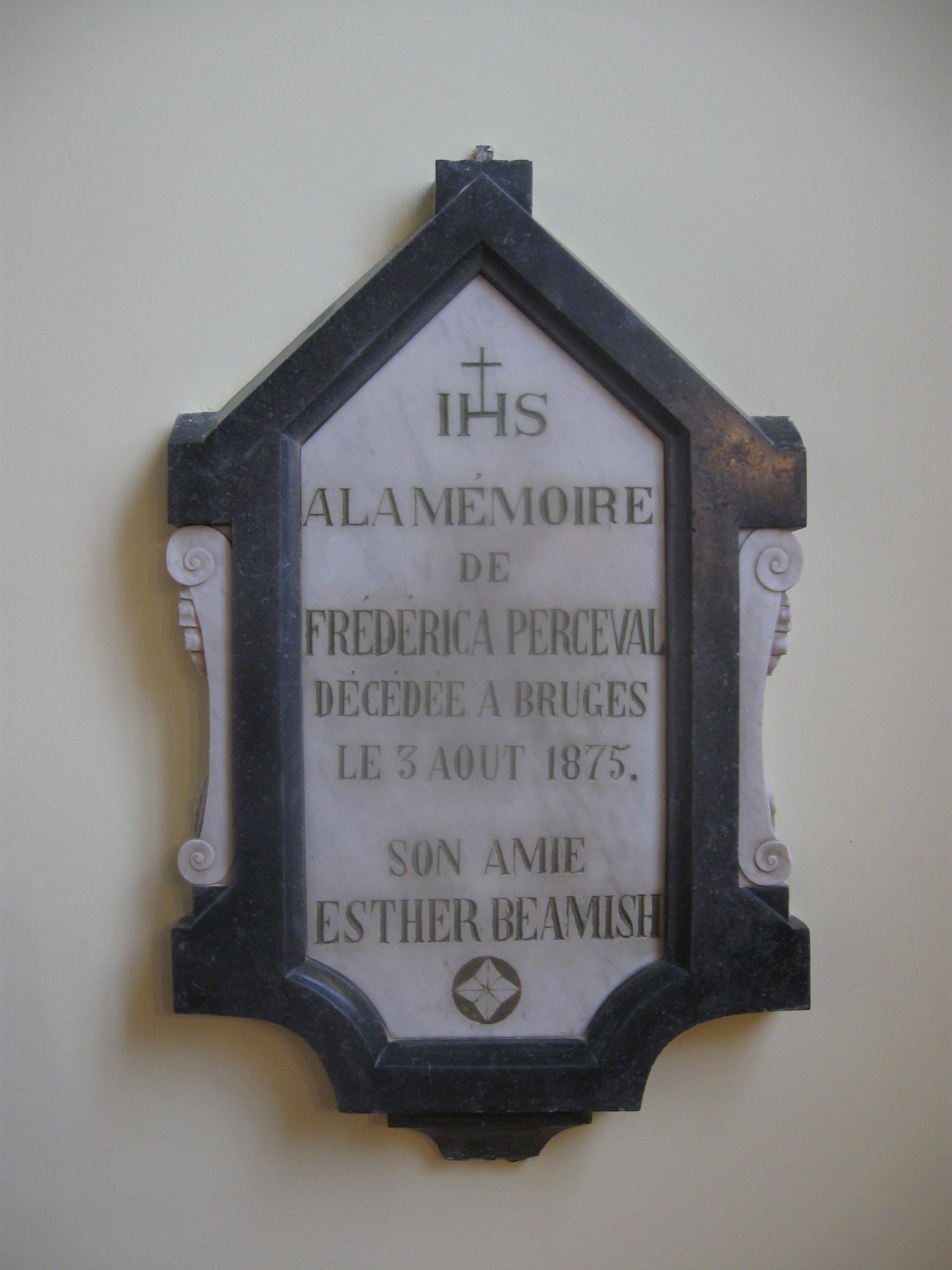
Stèle scellée dans l'entrée de la nef à la mémoire de Frédérica Perceval

La révolution belge (1830) marque un tournant en matière de liberté des cultes. En 1834, le roi Léopold Ier invite son gouvernement à subventionner le culte anglican. Le 25 juin 1838, le commissaire d’arrondissement de Verviers demande au bourgmestre de Spa le nombre de protestants et d’anglicans de sa commune. Le 22 & 23 avril 1839, les églises protestantes de Belgique s'unissent et fondent le "Synode des Églises protestantes évangéliques de Belgique" qui comprend les églises d'Anvers, Bruxelles, Dalhem, Dour, Gand, Huy, Liège, Maria-Horebeke, Mons, Olne, Pâturages, Rongy, Spa, Termonde, Tournai, Verviers-Hodimont. Le 18 mai 1839, Léopold Ier signe la reconnaissance de ce Synode comme seule autorité ecclésiastique des églises protestantes de Belgique. L'église de Spa n'y apparaît plus dans la liste des paroisses membres, cependant que dans l'Almanach administratif et statistique de la Province de Liège et de la Cour d'Appel de Liège elle figure nommément mais comme dépendant de Verviers de même que les églises de Dahlem et d'Olne. Le président de ce synode est alors le pasteur Roediger, pasteur de "l'église française-allemande de Verviers". Le 20 août 1839, dans un rapport, le bourgmestre de Spa, Monsieur Hayemal, mentionne, pour la première fois, le culte protestant «évangélique » au lieu de culte "protestant". Il faut en effet distinguer les anglicans et les réformés, dits évangéliques. En 1849, la salle située à l’étage du Pouhon Pierre Le Grand, abrita quelque temps le culte évangélique, c'est-à-dire réformé. Les cultes étaient assurés dans le cadre du Synode des Églises protestantes évangéliques de Belgique fondé en 1839.
Dans les années qui suivent la reconnaissance du culte anglican et celle du culte protestant, les deux communautés vont se développer et chercher à bâtir un lieu de culte.
En 1866, des personnalités anglaises écrivent une requête au Collège des bourgmestre et échevins de Spa pour que soit mise à disposition une parcelle de terrain afin d'y édifier une église anglicane. Diverses suggestions sont émises et finalement, en avril 1872, la commune acquiert un terrain de 61 ares situé au boulevard des Anglais. Les travaux sont adjugés le 10 juin 1872, les architectes sont Habershon and Fawckner (en) de Londres. Mais les subsides promis tardent, et les travaux s'arrêtent en 1873. Quand le problème est résolu et avant que les travaux ne reprennent, un état des lieux est dressé, en mai 1875, par l'architecte et le bourgmestre Henri Peltzer de Spa, lui-même protestant. La construction s'achève en 1876, l'église est consacrée le 3 août de la même année et dédiée à St Pierre et Paul. 

Ce temple anglican, de style Tudor, était le plus grand de toute l'Europe continentale : parvis, grand portail, des nefs, un chœur avec stalles, baptistère, sacristie, chaire de vérité en marbre, grands vitraux gothiques, rosace et  vitrail monumental flamboyant sur le pignon. Cependant, après la guerre 14-18, les curistes anglais deviennent nettement moins nombreux et le temple est officiellement désaffecté en juin 1956, la paroisse rendant alors à la ville de Spa la disposition du terrain et du bâtiment. Mais on ne lui trouva pas de destination nouvelle. Après l'effondrement du toit en 1966, et celle de la façade principale en 1968, le coût d'une restauration est estimé à 2 millions de francs belges. Le temple est alors démoli, tandis que le lendemain arrive l'avis de son classement par la Commission des Monuments et des Sites

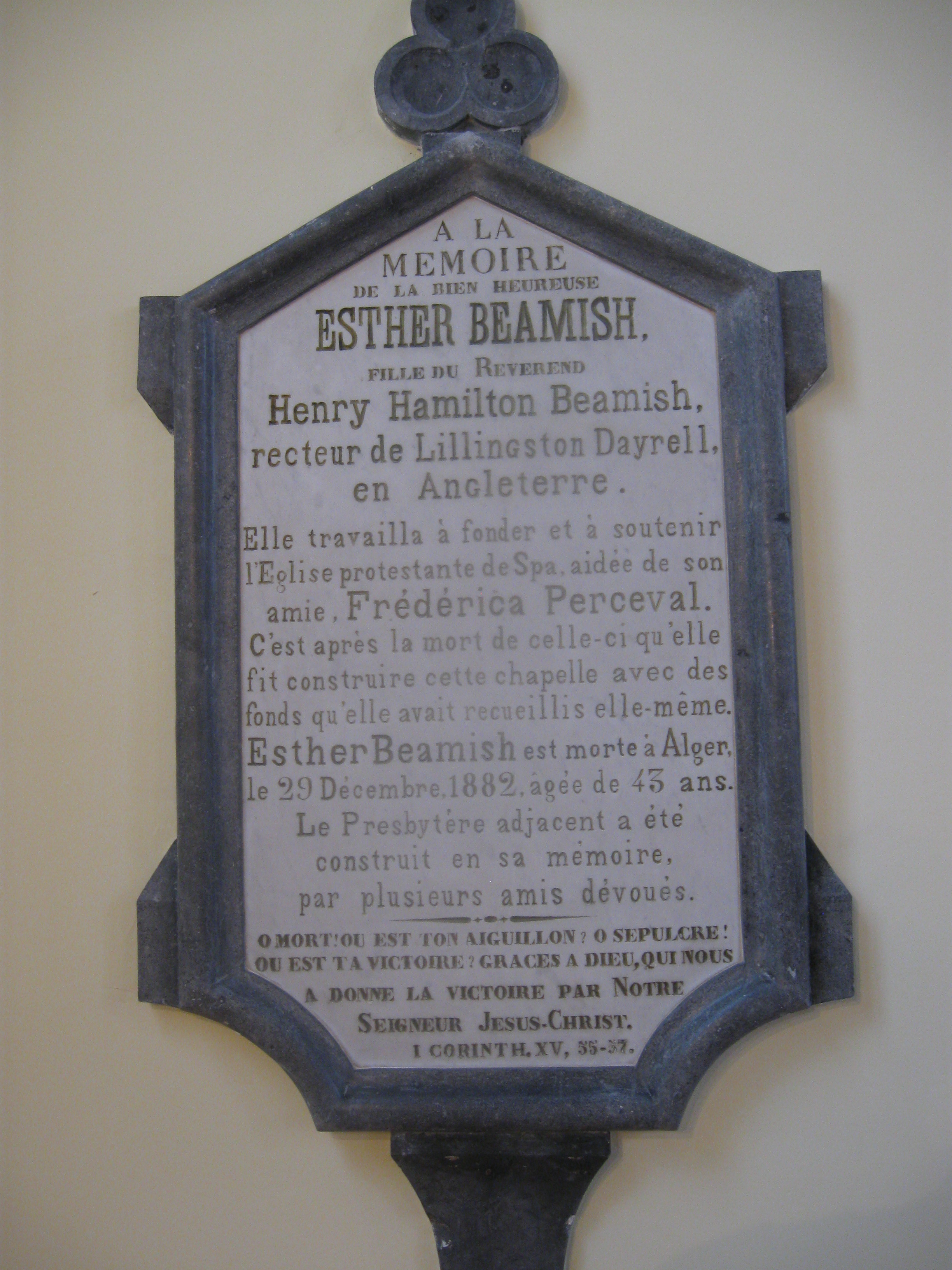
Stèle à la mémoire d'Esther Beamish, scellée dans la nef

Du côté des protestants réformés, et indépendamment du Synode des Églises protestantes évangéliques de Belgique, l'Église chrétienne missionnaire belge - ECMB, née du Réveil à Genève,, est sollicitée par une famille anglaise qui s’était installée à Spa et y répandait des traités d’évangélisation pendant la saison des eaux ainsi qu’en hiver : Mesdames Cracoft prièrent l’ECMB d’envoyer un évangéliste à Spa. L’ECMB proposa le poste à E. Sumicrast. Ce dernier avait d’abord été évangéliste pendant six mois au poste de Wavre de l’ECMB, puis, fin 1843, auprès de l’église fondée à Jumet. Il aidait en outre le pasteur de Charleroi à desservir l’annexe fondée à Fontaine l’Evêque. (A Charleroi et dans ses environs, Couillet, Roux et Jumet, les premières communautés de la Société Evangélique Belge devenue plus tard ECMB, avaient été établies en 1841 par le pasteur genevois, Edouard Panchaud. Léonard Anet, ancien étudiant à l'Ecole de l'Oratoire de Genève, en fut dès 1842, le premier pasteur. Il exerça ensuite, de 1856 à 1883, les fonctions de Secrétaire général de l'ECMB). E. Sumikrast rejoignit le poste de Spa en octobre 1844. Les débuts furent très encourageants, avec pendant plusieurs mois un auditoire d’une trentaine de personnes, mais sans conversions sérieuses d’habitants locaux. En 1846, l’évangéliste ayant accepté un poste en Suisse, le comité de l’ECMB ne prolongea pas l’essai. 
Dans son « Histoire des trente premières années de la Société évangélique ou Eglise Chrétienne Missionnaire Belge », éditée en 1875, Léonard Anet écrit à ce propos : « La station de Spa n’a été qu’une œuvre temporaire, un essai ; nous ne pouvons cependant la passer sous silence… A cette époque nous ne savions pas encore combien il est difficile d’évangéliser les habitants des petites villes. Quelle tyrannie, le qu'en-dira-t-on exerce sur eux, et dans quelle dépendance ils sont placés les uns vis-à-vis des autres. Ils sont tous, par quelque côté, par quelque intérêt, clients les uns des autres. Le sentiment religieux y est beaucoup plus affaibli que dans les villages et les villageois sont, en général, plus indépendants que les citadins. Ajoutons que la population d'une ville de bains et de jeux, habituée à une dissipation ardente en été, au désœuvrement et à l'ennui en hiver, est particulièrement inaccessible aux choses sérieuses. Si cependant nous n’avons pu fonder un établissement durable à Spa, nous n’y avons pas travaillé en vain : des centaines de personnes y ont entendu les appels de la grâce et plusieurs en ont sans doute profité à salut." , . 
En 1872 Le Journal des Etrangers mentionne toujours le Château Bel-Oeil comme lieu de culte pour les protestants, les cultes y étant organisés par le synode "historique" càd le Synode des Églises protestantes évangéliques de Belgique.
Les années 1873-1874 vont marquer un sursaut. Une blanchisseuse spadoise, Mme Nagant, veuve de Joseph Nagant, persévérait particulièrement dans la prière pour sa ville. En 1873 une Anglaise, Claire Perceval, petite-fille de Spencer Perceval, premier ministre de Grande-Bretagne, assassiné en 1812, vient à Spa pour des raisons de santé. Voyant la soif spirituelle des personnes qu’elle y rencontre, elle commence à distribuer des tracts et forme un groupe de prière, qui grandit et se structure. Ces réunions de prière se faisaient en connexion avec la Mildmay F.W. Association fondée par le pasteur anglican William Pennefather  et son épouse Catherine dans le cadre du Réveil anglican ,. Parallèlement l'ECMB envoie à Spa un colporteur de Bible, JG Cormeaux. Durant l’hiver 1874 tous les mercredis il préside le culte chez Mme Nagant. C’est en juillet 1874 qu’Esther Beamish, également Anglaise, entend parler par Mme Pennefather, du travail de Frederica Perceval qui avait absolument besoin d'aide.
A l’époque Esther Beamish pensait plutôt rejoindre Miss de Broen qui travaillait parmi les pauvres de Paris, en particulier à Belleville (il s’agissait des premiers pas de la Mission to the working-men of Paris, devenue Mission Populaire Evangélique de France, fondée par Robert Whitaker McAll après qu’il eut visité Paris et certains de ses faubourgs, très affectés par les combats de la Commune). Mais après avoir pris conseil, elle renonça à ce projet et résolut de rejoindre Miss Perceval à Spa. Esther Beamih était la fille de Henry Hamilton Beamish, recteur de Lillingston Dayrell en Angleterre.
Miss Perceval écrit peu de temps après qu’Esther l’ait rejointe : "Les dimanches après-midi, Miss Beamish a une classe de dames. Ces réunions augmentent. Souvent nous nous demandons qui elles sont, il y en a tellement qui disent qu’elles ont beaucoup apprécié et sont tristes de quitter si tôt la réunion." Le 1er octobre 1874 Esther écrit à sa soeur K. Beamish : "Notre travail ici fait des progrès décisifs ; les prêtres sont détestés par les gens, et les jésuites ont été coupables de quelques scandales, de sorte que nous sommes ici au bon moment. Il y a une très bonne assistance aux cultes protestants. Nous avons toujours quelque bon prédicateur. La nuit passée il y avait 33 personnes au culte, seules neuf d’entre elles étaient d’origine protestante. Les corps constitués de la ville, qui sont Catholiques Romains, voient cette réalité et nous ont proposé un terrain pour une chapelle. Néanmoins il est beaucoup trop tôt pour penser à un bâtiment parce que nous n’avons pas encore de pasteur attitré bien que nous ayons écrit [en ce sens] dans toutes les directions. Toutes les églises protestantes de Belgique sont en croissance ces 30 dernières années ; celle de Liège ne comptait alors qu’une famille protestante, aujourd’hui il y a 100 âmes." Le 10 octobre 1874 elle écrit à une amie : « Miss Perceval, avec qui je suis venue, et qui était ici l’année passée, a engagé pour six semaines Monsieur Anet, de Bruxelles, pour les cultes en français, et d’autres pasteurs que nous avons eus depuis pour les cultes dominicaux et de semaine. Ce n’était pas seulement pour les Spadois que Miss Perceval voyait le besoin de cultes, mais aussi pour les visiteurs venant de Russie, d’Allemagne, de Hollande etc et qui sont protestants. Les dimanches après-midi j’ai eu des réunions de salon en anglais pendant neuf semaines, avec une très bonne participation de cette population fluctuante ; et j’ai eu beaucoup de rencontres personnelles avec des femmes de divers pays qui comprenaient l’anglais et qui ont été très clairement bénies. En plus de tout ceci nous avions mis sur pied une étude biblique hebdomadaire, conduite par Canon Conway, de Westminster, qui a connu mon père. Et en outre nous avions une petite réunion de prière le soir pour les femmes. Nous nous sommes arrangés avec Monsieur Nicholet, de Chênée, pour qu’il vienne pendant les mois d’hiver pour les cultes du dimanche et du mercredi soir et pour qu’il assure des visites chez les gens deux fois par semaine.» Et en effet, dès 1874 Jean Nicholet (né le 8 août 1819 au Landeron, canton de Neuchâtel en Suisse), pasteur de la paroisse de Verviers-Hodimont (dépendant du Synode historique), dessert également Spa. Esther poursuit ainsi sa lettre du 10 octobre 1874 : "Demain (Dimanche) j’irai m’adresser brièvement à [l’église] de Chênée. Nous constatons que visiter de petites églises est un grand encouragement pour elles. Quelques chrétiens de Bruxelles, et spécialement Monsieur Anet, qui est à la tête de [l’église] francophone, demandent sérieusement que nous allions à Bruxelles cet hiver de façon à ce que je puisse y tenir des réunions, et que nous puissions organiser des réunions unies de prière visant à la guérison des terribles fissures qui traversent les organisations protestantes. Je suis tout à fait prête à y aller. De toute façon, si nous n’allons pas à Bruxelles, je prévois d’être à Bruges ou à Gand d’abord ...".
Les lettres d'Esther Beamish débordent de détails racontant les débuts de ce réveil à Spa et dans les jeunes communautés voisines. Le 22 octobre 1874 elle écrit à sa soeur Francès Beamish : "Je suis allée dimanche à Chênée pour parler aux gens de là-bas. Il y a 18 ans il n’y avait là pas un seul Protestant. Monsieur Nicholet y a été envoyé parce que des Bibles y avaient été précédemment distribuées. Ils ont commencé avec 5 personnes, et maintenant il y a environ 160 membres dans leur église, certains d’entre eux deviendront, je crois, des missionnaires eux-mêmes. Je les y exhorte, comme vous pouvez l’imaginer, parce que la Belgique est [un pays] libre, pas comme la France, et maintenant c’est l’heure de la Belgique. … Il semble qu’il y ait une ouverture en Belgique comme il n’y en a plus eu depuis les jours anciens où Philippe II et le Duc d’Albe (Ferdinand Alvare de Tolède) brûlaient l’Evangile." Quant à Miss Perceval, elle écrit au même moment au pasteur (Rev.) Horace Noël :"Nous avons laissé les cultes de Spa aux soins de Monsieur Nicholet. Les enfants se régalent lors de l’Ecole du Dimanche avant le culte ; de 12 à 18 enfants y viennent, un bon nombre sont Catholiques Romains. Des adultes viennent aussi exprès pour entendre l’enseignement des enfants, et ils semblent aimer cela, particulièrement quelques uns des hommes." 
Et progressivement elles découvrent aussi la mentalité locale : le 23 octobre 1874 avant de partir pour Bruxelles, Esther écrit à Joseph G. Alexander, Esq, (fameux anti-esclavagiste de Grande-Bretagne) : » … Les Wallons sont particulièrement sensibles et indépendants, très influencés par le bon sens et leur éducation, et ils ne supporteront pas la controverse…. Grâce soit rendue à Dieu, nous avons laissé Spa entre Ses bonnes mains. C’était plutôt un test de la foi que de devoir s’en aller, tant dépend de nous, j’ai appris à aplanir la susceptibilité des Wallons…»
La salle de l'Hôtel Bel Œil devenant trop petite pour abriter la communauté, le besoin d'un lieu de culte propre devient pressant. Il faut trouver des fonds. Pendant cette période, le 3 août 1875, Fr. Perceval décède d'épuisement à Bruges. A la conférence de Mildmay de 1876 le Rev. Horace Noël, parlant au nom de la Foreign Evangelization Society, lui rend hommage et évoque la suite : « Sa vie est un bon exemple de ce que des chrétiens anglais peuvent faire sur le Continent. Son groupe de prière est devenu une congrégation structurée. Et maintenant on a trouvé une autre femme [E. Beamish], qui était devenue la maman de cette église, pour poursuivre son œuvre. » Et Esther écrit à sa soeur Francès : "Ma chère collègue, Miss Perceval, est décédée en Belgique il y a quinze jours, de manière tout-à-fait inattendue. Elle voulait tellement travailler plus encore en Belgique.»
Dans la même lettre, elle revient sur le financement du lieu de culte à construire, qu’elle appelle le Gospel Home : « Je ne peux vous dire combien il m’en coûte de demander de l’argent. Rien ne m’en coûte plus. Donc, priez pour que tout ce qu’il faut pour le Gospel Hall de Spa soit bientôt collecté…". Le 21 août 1875, Esther est en Angleterre et écrit à son amie Mme Thomas Cave : "J’ai eu une réunion sur la Belgique à Colne House, Cromer, et j’y ai reçu un peu d’argent pour mon projet de Gospel Hall à Spa ." Le 16 septembre 1875, depuis Windermeer,  elle réécrit à sa sœur Francès: « Grâce à Dieu, je progresse dans ma collecte d’argent pour le Gospel Hall à Spa. J’ai assez pour le terrain, qui, je l’espère, sera acheté en une fois. J’espère que vous vous souvenez de prier pour la Belgique. Il y a quelques femmes à Ipswich qui prient pour elle chaque mardi. ».
En effet grâce à l’aide de nombreux donateurs anglais, Esther Beamish et Claire Perceval ne travaillaient pas qu’à Spa mais dans toute la Belgique (Brabant wallon, Hainaut, Louvain, Anvers, Gand) et en particulier à Bruxelles, participant au travail du colporteur M. Bouton, du pasteur Nicolas de Jonghe puis du pasteur Meyerhoffer qui œuvraient parmi les ouvriers et ouvrières, une mission qui deviendra l’Evangelisatie-Comité SILO. Et réciproquement : des pasteurs et évangélistes venaient de Grande-Bretagne autant à Etterbeek qu’à Spa. En février 1875, Esther écrit depuis Bruxelles : « Monsieur Horace Noël était présent à la première réunion. Il était venu d’Angleterre spécialement ce jour-là et il y avait plus de 120 ouvriers présents dans l’atelier [d’Etterbeek]. Il est venu pour un culte à Spa, et pour parler avec les hommes dans les maisons d’hébergement ici [à Bruxelles]. Ainsi, en tant que témoin oculaire, il pourra parler à Londres du travail et sera en mesure, nous l’espérons, d’obtenir qu’un Anglais vienne et supervise l’ensemble du travail de la Mission en faveur des ouvriers.»
L'année 1875 se termine en beauté par cette lettre du 31 décembre 1875 qu’Esther écrit précisément à ce même Rev. Horace Noël : « Je sais que vous louerez Dieu avec moi en entendant parler du site ravissant que nous avons obtenu pour le Gospel Home. J’avais mis mes espoirs sur lui et prié spécialement à ce sujet. L’aimable Monsieur L a essayé de tout arranger pendant mon absence. Mardi dernier il est venu me dire que la promesse de vente était signée et timbrée devant témoins, promesse qui tient maintenant. Il m’a dit que le prix au mètre est extraordinairement bas, moins du quart de ce qui nous était demandé ailleurs, càd 8 francs au mètre. Mais la surface du terrain est en fait supérieure à nos besoins. Cependant c’est exactement ce que Monsieur Anet et les autres avaient conseillé quant à la taille, et il y aura de la place de l’autre côté pour un presbytère et un petit jardin. Du point de vue de l’investissement, la forme du terrain aussi est avantageuse. Et quant à sa position, il n’est qu’à cinq minutes à pied du restaurant et en même temps très tranquille et extrêmement joli, avec un accès sur deux rues. Actuellement c’est un grand jardin. Je me suis d’abord sentie presqu’honteuse du prix pour une pareille situation. L avait reçu mes instructions pour leur offrir 12 francs [du m2] s’ils semblaient mécontents d’un prix de 8 Francs. Nous pouvons donc juste être reconnaissants. Le terrain n’a pas encore été mesuré, de sorte que je ne peux vous dire combien il coûtera en tout. C’est certainement un grand terrain dont je suis très heureuse. S’il vous plait, rappelez-vous de moi dans votre prière pour la réunion du dimanche après-midi où je parlerai à Chênée, et pour la réunion du lundi soir où j’aurai avec moi les femmes pour le thé et la prière, etc. La nuit passée j’étais à Nessonvaux, et je suis sûre que Dieu était avec nous. Comme notre chère F. Perceval s’en serait réjouie ! »  
Le 14 janvier 1876, le terrain est acheté par les consorts Gandry de Londres, Pagny, Anet, Coppeaux et Alexander. Léonard Anet, secrétaire général de l'ECMB est celui-là même qui avait écrit deux ans plus tôt :"Si nous n’avons pu fonder un établissement durable à Spa, nous n’y avons pas travaillé en vain : des centaines de personnes y ont entendu les appels de la grâce et plusieurs en ont sans doute profité à salut ".
Aussitôt Esther réécrit au Rev. Horace Noël : « Grâce à Dieu, tout le monde est content. Lui seul a pu arranger si simplement une affaire compliquée. Le prix est miraculeusement bas, nous avons une situation parfaite et assez de place pour un presbytère, chose que je garde bien en tête en vue d’un pasteur. Comme vous le dites, nous devons nous attendre au Seigneur pour savoir qui nommer ... » 
Les plans de la future église ont très probablement été dressés par Habershon, déjà architecte de l’église anglicane. En effet la future église lui ressemble fort, mais en réduction. En outre Habershon fut aussi l’architecte des bâtiments londoniens construits par des chrétiens du réveil évangélique anglican, à Mildmay Parc , et qui abriteront toutes leurs réunions et conférences (et beaucoup d’œuvres missionnaires, toujours existantes ), réunions auxquelles Esther Beamish a régulièrement participé et dont beaucoup d’orateurs étaient ses correspondants, voire sont venus à Spa (et à Etterbeek), tels le pasteur William Pennefather (vicaire de l’église St Judes & Pauls) et sa femme Catherine, le Rev. Major Malan, Lord Radsctock, le Rev. Horace Noël, etc. 
Une église de style néo-gothique est alors bâtie sous la surveillance de Jean Legros, architecte, inspecteur des travaux de la Ville de Spa. A Pâques 1876 Esther est à Spa. Dans ses mémoires, sa soeur Francès écrit : "Deux jours avant Pâques, Esther alla à Spa et saisit l’occasion dans le train de semer la bonne semence. Quoique très fatiguée à son arrivée, elle alla aussitôt voir la lavandière dont les prières avaient été le début d’une si grande bénédiction à Spa, et plus tard dans la journée elle se rendit à la réunion de lecture biblique pour femmes.  A Pâques, après le service à l’Eglise Anglicane (dont la construction est terminée mais qui n'est pas encore consacrée), et après une lecture et des prières avec un monsieur âgé, Esther eut la joie de rejoindre 18 autres (chrétiens) à la Sainte Cène du service en français dans la soirée." 
Esther rentre alors en Grande-Bretagne où elle doit longuement se reposer. Mais elle reste en contact avec Spa et les autres terrains de mission où elle a travaillé en Belgique. Le 31 juillet 1876 elle écrit depuis Weybourne, Norfolk, à un ami : « Avant que votre document pour la souscription n’arrive, j’ai reçu de Mr. Samuel Morley 25£ pour Sart Dames [station de l’ECMB], j’ai pensé que vous aimeriez l’avoir sur vos listes. Voici ce chèque …. Je reçois continuellement des lettres de Spa et de Bruxelles sur le travail en cours. J’ai engagé un colporteur à Bruxelles pour la durée de l’Exposition qui sera entièrement occupé à y distribuer des évangiles et des tracts, à vendre des Nouveaux Testaments etc. … A Mildmay, à la réunion des femmes du 28 juin, j’ai parlé de la Belgique et deux diaconnesses étaient si intéressées par Sart Dames qu’elles sont volontaires pour y passer leur mois de vacances en y visitant les maisons. J'espère que j'ai enfin réussi à convaincre l'entrepreneur de Spa de mon prix, 800 £, pour le bâtiment. Personne n'a pensé que j'avais raison d'aller plus haut, et ils trouvent que c’est cher.»
Neuf mois plus tard, le 31 mars 1877, elle écrit à Mme Thomas Cave : « Fin août j’espère aller à Spa. J’ai de si bonnes nouvelles de cet endroit : quatre Catholiques Romains de plus rejoignent notre petite église demain pour la Sainte Cène. La construction de l’église devrait être terminée en juillet. J’aurais aimé y être un mois plus tôt afin de superviser toutes les dernières choses, telles que les raccords etc, qui sont difficiles à arranger par lettre. Monsieur Horace Noël y ira quelques jours en mai [1877]".
L'inauguration de la chapelle protestante aura lieu le 2 décembre 1877. Il semble qu'Esther n'y était pas présente. Dans ses mémoires sa soeur écrit :"En décembre 1877 l’objet de tant de travail et de réflexion de la part d’Esther se concrétisa avec l’ouverture de l’Eglise de la Mission de Spa. Ce fut une source de sa grande gratitude envers Dieu : par Son aide elle avait pu arranger tant de choses difficiles, et Il avait incliné le cœur de tant d’amis bienveillants à aider à cette bonne œuvre." L’édification de cette chapelle est aussi signalée aux 3.000 personnes participant à la Conférence de Mildmay de 1880 par le pasteur belge Albert Brocher (paroisse de La Louvière de l’ECMB) qui, après avoir parlé du travail d’autres Anglaises notamment à Sart-Dame-Aveline, dit : « Dans une tout autre partie du pays, dans la jolie ville d’eau de Spa, les Anglaises ont laissé d’autres traces encore plus apparentes de leur passage, sous la forme d’une très jolie chapelle, et d’un travail d’évangélisation confié au soin M. Jean Nicolet, pasteur à Chênée. »
En 1879 des travaux sont entrepris dans le porche de l'église pour des raisons peu claires. L'artisan signe et date son intervention : Rogister Antoine 1879. Il se peut que ces travaux soient en rapport avec ce que le 5 mars 1979 Esther Beamish écrit à son amie Mme Thomas Cave: "Pourriez-vous remercier avec toute mon amitié  Monsieur Cave pour son don gentil et précieux en faveur de l’église de Spa ?" 
Malgré sa maladie (burn-out) Esther Beamish depuis l'Angleterre continue à travailler pour Spa. Le 12 mai 1879 elle écrit à son amie Emily Buxton : "Pensez-vous que vous pourriez obtenir de l’argent pour Spa ? J’ai fait une bonne affaire là-bas, en faisant construire une « chambre du prophète » par-dessus la confortable sacristie. Ainsi le cher Pasteur Nicholet a un coin pour dormir. Je vous serais extrêmement reconnaissante si vous pouviez m’obtenir quelque chose dans ce but."
A une amie anglaise, Mme Eman, qui demandait à Esther d’appuyer une activité d’évangélisation à Dinant, ce qu’un responsable belge (probablement Léonard Anet) hésitait à faire, elle répond le 4 août 1879 : "Je sais par expérience que son tempérament et le fait qu’il a toujours vécu dans ce qui peut être appelé un « pays de l’ennemi », et qu’il y a été, en tant que protestant, membre d’une minorité méprisée, ont fait et font qu’il considère avec prudence (méfiance) de nouveaux efforts. Je vous assure que si Miss Perceval et moi avions écouté tous les tristes pronostics, il n’y aurait pas d’Eglise évangélique à Spa aujourd’hui. Il est, comme vous le savez, le père de toute l’Eglise en Belgique.  Et donc, par son expérience des immenses disparités en défaveur de l’Evangile, il est conscient des difficultés que nous, chrétiens anglais, dans notre ignorance et peut-être aussi dans notre environnement plus favorable, ignorons. Je ne veux pas être  au courant des difficultés, mais des possibilités, et j’encouragerais le travail à Dinant à tout prix."
A la même époque, le Rev. Major Malan, qui a pris part aux cultes d'été à Spa écrit à Esther Beamish: "Le jour du Seigneur, nous sommes montés à pied la colline jusqu’à la belle petite chapelle que  vous avez permis d’édifier là en témoignage au Seigneur Jésus Christ et à Son Evangile. Chaque fois que je vous ai entendue parler de Spa et de la chapelle, j’ai désiré la voir et je peux vous assurer que c’est le plus parfait petit bâtiment pour le service du Seigneur que j’ai jamais vu. Le Seigneur Lui-même a sélectionné ce site. Il a choisi ce lieu pour vous. C’est de tout mon cœur que je remercie Dieu de m’avoir permis de visiter la scène de vos durs travaux à Miss Perceval et vous, et de rencontrer Monsieur Nicholet et les frères et sœurs." 
Dans ses mémoires, Francès Beamish écrit : ‘A la fin de l’année [1879] Esther était de nouveau en Belgique et Mme Sebright s’y est rendue avec elle. Elles passèrent Noël à Spa ensemble. Et ce fut à cette époque que la nécessité d’un presbytère pour pasteur résidant s’est imposée à Esther et l’idée lui vint de la grande utilité qu’aurait un sanatorium pour femmes engagées dans le travail religieux s’il pouvait être connecté à la petite église francophone. Lady Sebright était tout à fait du même avis qu’elle à ce sujet et promit de verser la première souscription pour cet objectif s’il se réalisait. Elles ne pensaient pas qu’il prendrait la forme d’un ‘Mémorial’ en souvenir aimant d’Esther le jour où elle n’allait plus pouvoir travailler à la cause du Seigneur sur terre mais où, dans une joie parfaite, elle Le louerait Lui, dont « à la main droite il y a des délices éternels ».
Esther confirme et élargit encore son projet. Le 12 octobre 1880, elle écrit à W.O. Bagshawe, Esq  en commençant par parler de son travail à Bruxelles, (travail mentionné à la Conférence de Mildmay en séance plénière de 1880) : « Je suis heureuse de vous apprendre qu’un travail plus permanent se développe à Bruxelles. L’un des pasteurs les plus sérieux là-bas a loué pour 10 ans un terrain et y a aménagé une sorte de salle de mission ouverte pour les cultes en flamand le second du mois, et pour les cultes en français le 9 du mois.». Puis elle en vient à Spa : « Maintenant je désire vous dire que j’ai l’intention, Dieu voulant, d’ajouter au bâtiment de Spa (qui n’est pas complet sans cet ajout) un presbytère, et attaché au presbytère une « House of Best » pour travailleurs.  Comme j’ai déjà le terrain – et la sacristie etc sont construits pour faire partie du plan total- ce ne sera pas une affaire très coûteuse. Et je vous serai plus que reconnaissante que je ne peux l’exprimer, si vous vouliez nous aider pour cela, comme vous l’avez fait si gentiment pour le Gospel Hall. »  
Elle confirme dans une lettre à Lady Sebright : "Dans le train entre Spa et Bruxelles, le 16 décembre (1880) : J’ai eu une petite réunion hier soir, et en pensant à toute la discorde entre les Eglises chrétiennes et à leur manque de charité à chacune, j’ai pris 1Co13 [1ère épitre de Paul aux Corinthiens, chapitre 13] qui m’a immensément réjouie ...Je demande à L. de me préparer la dépense probable exacte du nouveau bâtiment de sorte que je puisse savoir exactement combien il va coûter car, sans parler du sanatorium, le travail souffre du manque d'un pasteur résident. Un dimanche sans culte du matin n’a pas la même influence. » 
A Noël elle est à Spa, elle écrit Lady Sebright : "La nuit dernière, la fête des enfants a été un succès délicieux. Sur les quinze enfants, neuf ont très bien déclamé des vers (poétiques) en français, sans trac ni hésitation. Face à eux, bien cent cinquante personnes. Les cadeaux leur ont été distribués après. Et bien sûr Monsieur Nicholet a fait le premier une excellente prédication sur la ‘Double connaissance qui nous vient par Christ : la connaissance de soi et celle du Père’. Ensuite quelques hymnes chrétiens ont été chantés et les cartes en français ainsi que des tracts ont été distribués. Vos cartes anglaises ont été fort appréciées. ". Le dimanche 28 décembre 1880, elle assiste au culte à l'église anglicane (St Pierre) de Spa.
En 1881 elle repart à Londres, organise un grand rassemblement à Hemel Hempstead, puis revient en Belgique, s’arrête quelques jours à Bruxelles puis arrive à Spa d’où elle écrit le 15 décembre au Rév. Horace Noël : « J’ai eu quatre soirées excellentes à Bruxelles dans la nouvelle salle, construite par M. de Jonge à Etterbeek. La réunion du lundi en flamand était très vivante et nous devons vraiment nous sentir reconnaissants à Dieu pour le succès personnel de l'école flamande … Le mercredi j’ai passé une merveilleuse soirée avec le colporteur Bouton, dans les maisons de logement. Le travail d’évangélisation à Bruxelles est plus encourageant que jamais. M. de Jonghe pense qu’il doit ouvrir une autre salle dans un quartier flamand très peuplé. Je suis arrivée ici [à Spa] aujourd’hui et ce soir j’ai eu une petite réunion très importante dans la sacristie pour les membres de la petite communauté… Dieu voulant, je vais de Marseille à Alger mardi prochain et y arriverai jeudi. » 
Elle part alors pour le long voyage qui la conduit à Alger d’où le 31 décembre 1881 elle écrit à W.H.G. Bagshave, Esq :"Je ne peux vous exprimer comme cela m’a fait plaisir que vous ayez vu un moyen de faire un don de 100 [£] pour le presbytère et le Fonds Sanatorium. Je suis allée en Belgique pour quelques jours et ai rejoint mon amie sur sa route vers ici. Je pense que le travail à Spa montre de plus en plus la nécessité d’un pasteur ou d’un évangéliste résidant. J’ai eu quelques petites réunions solennelles, et suis restée pour la Fête de Noël de l’Ecole du Dimanche à laquelle un grand nombre de petits enfants catholiques romains sont venus voir et écouter. L’église Anglaise  est fermée, de sorte que la plus grande partie de la colonie anglaise va à l’église francophone où ils entendent toujours l’évangile. Je me suis mise en relation avec des pasteurs français ici et espère réaliser l’ouverture d’un dépôt de la Société Biblique, qui est nécessaire, et pousser autant que possible le travail d’évangélisation. C’est un champ très difficile."
A Alger Esther vit avec Lady Sebright et sa petite fille Oliva et anime des réunions bibliques pour les soldats. Sa soeur Francès écrit : "Sa dernière réunion eut lieu avec les soldats français le 13 décembre, son sujet était ‘L’âme’. Quatre jours plus tard ce fut le début d’une tempête de chagrin ...". Oliva tombe malade de la diphtérie. "Sans tenir le moindre compte du risque d’infection, sa maman est restée tout le temps à côté de son enfant. Mais Esther, à la demande pressante de Lady Sebright, avait pris les précautions recommandées par les médecins et s’était autant que possible gardée de respirer l’haleine de l’enfant. Mais à une occasion, la petite Oliva s’est dressée dans son lit et attirant la tête d’Esther vers elle lui donna avec passion un gros baiser sur ses lèvres. Lady Sebright était juste derrière elle, elle a attrapé Esther (car une terrible peur l’avait saisie) et tout en la poussant en arrière elle lui dit : ‘Comment pouvez-vous, ma chérie, faire cela ?‘ Et la réponse fut : ‘Je n’ai pas pu résister à cette tendresse’. Pour elle ce fut sans aucun doute, un baiser fatal." Oliva décède le 22 décembre dans les bras de sa maman. Le même soir Esther commence à se plaindre d'un mal de gorge. Les médecins diagnostiquent également la diphtérie. Elle écrit à J.M. de L.: "De mon lit, le 26 décembre 1882. Je ne peux vous écrire à propos de la tragédie et de la gloire de la semaine passée. La petite martyre était remplie de courage, de patience et d’attentions pour nous tous et a pris avec un calme parfait toutes les réalités concrètes de la mort, et avec de brillants sourires de sympathie pour nous. Je ne souffre que la moitié de ce qu’elle a fait". Le 27 décembre, elle écrit sa dernière lettre à sa soeur Francès. Francès poursuit : " À 9h du soir le jeudi 28, tout espoir était perdu. Mais le Dr T. dit qu’il restait encore une chance de prolonger sa vie, en dégageant la membrane, et elle a souhaité que cela soit tenté, de façon à ne rien laisser de côté. Ensuite elle écrivit très bien et très fermement deux notes, l’une de directives pour après son décès, l’autre était un avertissement solennel à une chère connaissance. Elle donna ses instructions à propos de ses funérailles, disant qu’elle souhaitait être enterrée dans la tombe d’Olive, avec l’inscription : ‘C’est pourquoi il n’y a aucune condamnation pour ceux qui sont en Jésus-Christ’. Elle mourut à 5h du matin le vendredi 29 décembre 1882  à l'âge de 43 ans..
Ils l’enterrèrent le samedi 30, à côté de la petite Olive, recouverte et entourée de fleurs, pleurée, aimée et regrettée de tous, Protestants et Catholiques Romains, même le monde reconnaissant sa grande valeur et son noble caractère, et (les représentants) les plus sérieux de toutes les dénominations se serrant les mains autour de sa tombe ouverte. Le service de funérailles eut lieu en l’église anglicane d’Alger, église qui avait été construite en 1870.
Suit l’exécution des dernières volontés. Francès Beamish écrit : « ... Les affaires terrestres d’Esther avaient toujours été tenues si parfaitement en ordre qu’il n’y avait plus rien à faire à la fin. Voici des extraits des deux notes qu’elle écrivit le jeudi soir, quelques heures avant qu’elle n’aille à la maison (céleste) : « … Mes volontés sont à exécuter par mes frères.. Les papiers en pleine propriété de Spa se trouvent à la Manchester Bank, Ste Anne Street, et seront donnés uniquement à Mr. AH ou à Mr. Horace Noël. Je prie Mr. Noël de poursuivre la supervision de Spa et son soutien par souscription. Ils ont besoin d’un lecteur de la Bible là-bas. Toute somme payée à la Manchester Bank pour le Home de Convalescence de Spa peut être retournée aux donateurs, à moins que quelqu’un ne poursuive rapidement ma présidence et ne récupère les centaines [£] restant sur le compte. Les 400 [£] de Lady Sebright dépendent des autres…Je désire que Mr H. et Mr B, entre eux garantissent 60£ par an à l’œuvre Bethel de De Jonge à Etterbeek, Bruxelles.. A aucun prix il ne faut abandonner la distribution à Pâques de Bibles aux pèlerins. Mr Joseph Hoare assurera cela. De même Miss Yorke doit être soutenue à la Mission des Pyrénées. E. Beamish. 28 décembre 1882 »
Et avec cela il y a les noms de neuf amis très appréciés à qui ce document devait être envoyé par son frère E. L’autre message écrit est à une connaissance qu’elle aimait beaucoup. « Cher … Je suis à l’article de la mort. Vous devez venir à Christ définitivement maintenant, et braver toutes les batailles de Satan lui-même, et du monde. Votre Esther ". ...
La double annonce du décès du petit disciple d’Esther et peu après d’Esther elle-même dans le Times a parlé au cœur de beaucoup de personnes. Et quand un article sur la dernière maladie de l’enfant et d’Esther, de la plume même de la maman désolée et amie d’Esther, parut dans ‘The Christian Herald’ , et que les dernières volontés d’Esther ont atteint les amis pour lesquels étaient écrites, une ferme détermination émergea aussitôt parmi eux pour mettre en œuvre ses volontés. Miss E.J. Whatelmy fut la première à suggérer que cela prenne la forme de « Mémorial Buildings» de Spa, en souvenir de Miss Esther Beamish » Un comité fut formé avec M. Donald Matheson comme trésorier, le Rév. Horace Noël comme secrétaire, et donc l’argent pour un « Presbytère et Maison de Convalescence à Spa » a été souscrit, et grâce à l’aide de Dieu, ses plus chers désirs seront accomplis. …."
Suivant ses dernières volontés, un presbytère est construit  sur le terrain de l'église. Il est inauguré en 1887.
Le Pasteur Nicholet reste en poste bien après le décès d'Esther. Il était devenu le pasteur titulaire de la paroisse de Spa en 1879, au sein de l'Eglise Chrétienne Missionnaire Belge. Plusieurs services avaient lieu chaque semaine dans l'église, ainsi décrits :"Presbyterian Services : Public worship will be conducted in English every Lord's Day during July and August in La Chapelle Evangélique, rue Brixhe, by the Rev. William AFFLECK, B.D., a minister of the Free Church of Scotland. The hours of service are 11 o'clock forenoon, and 1/4 to 4 till 1/4 to 5 afternoon. À meeting for prayer from 11.15 forenoon till 12. Le Service Français continue à avoir lieu, comme d'habitude, le dimanche à 7 heures et demie du soir et le Mercredi à 8 heures du soir. M. Jean NICOLET, pasteur. Gottesdienst in der Deutchen Sprache wird gehalten sonntaeglich waerend Juli und August, in der Evangelischen Kappelle, rue Brixhe, geleitet um halb 10 vormittags, von dem Prediger William AFFLECK, aus Schottland." 
Le mensuel Le chrétien belge édité par l'ECMB fournit quelques détails sur les pasteurs et leurs auditoires en 1884 : Le Comité continental de l’Eglise libre d’Ecosse n’a pas pu, comme les années précédentes, envoyer un pasteur pour présider les cultes en langue anglaise. M. J. Nicolet s’est chargé de ces services, depuis le deuxième dimanche de juillet au deuxième de septembre ; il a eu un auditoire variant de 20 à 35 personnes. Il a été remplacé trois fois, par le révérend A. Henserson de Pailey, le révérend Butler de Dorchester, et M.J.G. Alexander, avocat à Londres. Le culte français a été suivi aussi par plusieurs étrangers ; au dernier service de communion, six nationalités étaient représentées : il y avait des Belges, des Hollandais, des Anglais, des Ecossais, des Allemands et des Suisses. Il est probable que l'avocat M.J.G. Alexander est l'un des signataires de l'acte d'achat du terrain en janvier 1876.
L'église n'est pas fréquentée  seulement pendant la période thermale mais aussi en hiver : Le Chrétien belge, signale à propos de la fête de Noël 1884 : "A Chênée, où cette fête se célébrait pour la 24ème fois, il y avait une centaine de catholiques. A Spa, il y en avait 200. Le lendemain et les jours suivants, ces fêtes faisaient le sujet des conversations dans le public, surtout à Spa dont la chapelle était aussi bondée que le jour où elle fut inaugurée." 
L'église de Spa participe aussi à la rencontre annuelle des églises nouvellement fondées dans la région liégeoise par l'ECMB, comme par exemple en 1884 : « Comme d’habitude, nous avons eu notre réunion annuelle le 22 mai, jour de l’Ascension. Cette belle journée a été favorisée par un temps splendide. De bonne heure déjà arrivaient, en habits de fête et par groupes, de nombreux amis de Chênée, de Liège, de Lize-Seraing, de Sprimont, de Verviers et de Spa, se dirigeant vers le ‘Casino de Nessonvaux’. La joie était peinte sur tous les visages … A dix heures environ, trois cents personnes se trouvaient réunies dans la belle salle de Noirfalize. » 
Le Pasteur Nicholet restera à Spa jusqu'à son décès le 21 septembre 1893. 
La paroisse perd alors son indépendance et est rattachée à la paroisse de Verviers de l'Église chrétienne missionnaire belge. Son histoire s'inscrit dans le même mouvement de réveil porté par l'ECMB et présente des similitudes avec celle de Spa.
Dès le milieu du XIXe siècle, des colporteurs de Bibles venaient régulièrement à Verviers sous l'impulsion du pasteur Hector Cornet-Auquier, premier pasteur de la toute jeune église de Nessonvaux, fondée en 1847. Il avait été le premier Belge envoyé à l'Oratoire de Genève suivre des études de théologie (L'Oratoire de Genève était la faculté de théologie qui sous l'influence du Réveil s'y était ouverte en réaction à la faculté officielle de tendance rationaliste). Le pasteur Auquier vient tenir des assemblées à Verviers qui dès 1847 sont hebdomadaires. L'église de Verviers est officiellement fondée au sein de l'ECMB en 1849, son premier pasteur est Pierre-Joseph Ledune. En écho à l'analyse de la population de Spa par le Comité de l'ECMB, le pasteur Ledune décrit ainsi la population verviétoise : "Verviers est une ville connue depuis de longues années par son commerce de draps. Elle compte 25.000 habitants. Située aux portes de l'Allemagne, elle entretient beaucoup de relations avec l'étranger. Les habitants sont affables mais un peu froids, ce qui tient sans doute à la nature de leurs occupations. Ils sont actifs, éminemment calculateurs. En général, tout entiers à leurs affaires, ils ne vous écoutent que quand vous parlez commerce ou industrie. La classe ouvrière, qui est l'immense majorité, est aussi très laborieuse; moins occupée d'entreprises, de ventes et d'achats, elle est plus accessible à l’Évangile. Mais souvent aussi, après avoir reconnu la vérité, on en reste là, parce qu'on craint d'être sans ouvrage. C'est là une excuse commune aux ouvriers… L'incrédulité ou l'indifférence sont aussi de grands ennemis de l'approche de la Parole de Dieu." La première salle de réunion connue de cette église est signalée en 1860 et se situe à un endroit indéterminé sur la place du Palais de Justice. En 1853, P. Ledune devient pasteur de l'église de Verviers-Hodimont et est remplacé par le pasteur Philippe Hoyois. La salle "du Palais" étant devenue trop exiguë, on en inaugure une nouvelle, le 4 mai 1862 sous le pastorat de Alphonse Marrauld à un endroit non connu de la Rue des Reines, puis le 30 mai 1867 une autre encore au 47 Rue Laplanche (devenue Rue de la Montagne) pendant le pastorat d'Alphonse Bonnet. Sous son pastorat se crée dans la paroisse une Union Chrétienne de Jeunes gens, au sein de laquelle se forme un groupe scout. Les premiers camps scouts se déroulent au temple de Spa . Après son décès en 1870, et pendant près de 21 ans, les pasteurs des églises voisines vont assurer la consulence dont notamment Jean Nicolet. Pendant ces années sans pasteur attitré, la communauté grandit. En 1876, une souscription est ouverte en vue de l'édification d'un temple rue Donckier selon les plans de l'architecte Tony Cornet, il est inauguré le 1er novembre 1878. À cette inauguration assistent notamment le pasteur Nicolet déjà cité (à ce moment pasteur de Chênée et qui deviendra celui de Spa en 1879), et Léonard Anet, déjà cité lui aussi et qui décèdera six ans plus tard, le 4 décembre 1884, à l'âge de 72 ans. Au début des années 1900, sous le pastorat de Georges Perret-Gentil, on lui ajoute une galerie. Mais le temple est excentré et se révèle lui aussi trop petit. Le Consistoire du 6 février 1900 pose la question d'un nouveau temple. Un terrain est acheté 33 Rue Laoureux et un temple sans presbytère y est construit selon les plans de l'architecte Henri Sauveur (membre de la paroisse protestante de Herstal). La pose de la première pierre a lieu 6 avril 1913 et l'inauguration le 16 novembre de la même année ,. Une importante restauration générale y aura lieu en 2004.   
Les pasteurs qui se sont succédé dans la paroisse de Verviers-Laoureux & Spa après le décès de Jean Nicholet (aussi orthographié Nicolet) sont G. Colette, A. Delcourt, Louis Collard, Robert Collinet, André Vogel, Jean-Marc Buscarlet, Daniel Vanescote, François et Christine Roux, Marc Lombart, Bruce Dennis et Heike Sonnen. 
En 1959 l'ECMB se transforme en "Église réformée de Belgique". Le 30 septembre 1978, entre l'Église réformée de Belgique, l'Église protestante de Belgique (héritière de Synode des Églises protestantes évangéliques de Belgique fondé en 1839) et les Gereformeerde Kerken in België (nées en 1894 des Églises reréformées), se tient la réunion constituante de leur fusion en "Église protestante unie de Belgique" (EPUB), laquelle regroupe des communautés qui se reconnaissent héritières de ceux qui ont confessé leur foi dans différents textes de référence : Symbole des apôtres, Symbole de Nicée-Constantinople, Catéchisme de Heidelberg, Confessio Belgica de Guy de Brès, et qui s'inscrivent dans la lignée des Églises issues de la Réforme du XVIe siècle, notamment des communautés réformées, c'est-à-dire héritières de Jean Calvin et de Zwingli, et des communautés luthériennes, héritières de Martin Luther, certaines étant de type traditionnel, ou de type plus confessant ou évangélique, d'autres étant libérales. Au sein de l'EPUB, la communauté de Spa est de type réformé confessant.
La fusion de 1978 règle aussi le statut des bâtiments des anciennes entités : ils restent propriétés des asbl initiales mais leur conseil d'administration est dorénavant composé des membres du Conseil synodal de l'EPUB. À Spa, l'église et le presbytère attenant sont propriété de l'asbl Église réformée de Belgique. Il en va de même du temple de la rue Laoureux à Verviers.
En 2006, le temple de Spa devient un oratoire de la paroisse dite « de Verviers-Laoureux & Spa », à la suite de l'extension du territoire de la paroisse de Verviers-Laoureux sur les communes de Theux et Spa (arrêté royal du 15 février 2006).

Mais l'église et le presbytère se dégradent et, dès le début des années 2000, différentes options sont envisagées : vente, démolition, restauration, transformation. Le 21 juin 2009, à la demande du Conseil synodal de l'EPUB présidé par le Dr Guy Liagre, Simon Dablemont, président du Groupe de travail Projets, se rend sur place et conclut qu'indépendamment des implications financières, les bâtiments sont restaurables. Sous l'impulsion de la communauté locale spadoise, la restauration complète va alors commencer avec notamment une collecte de devis en 2010, et la signature d'un contrat avec l'architecte en 2011. 

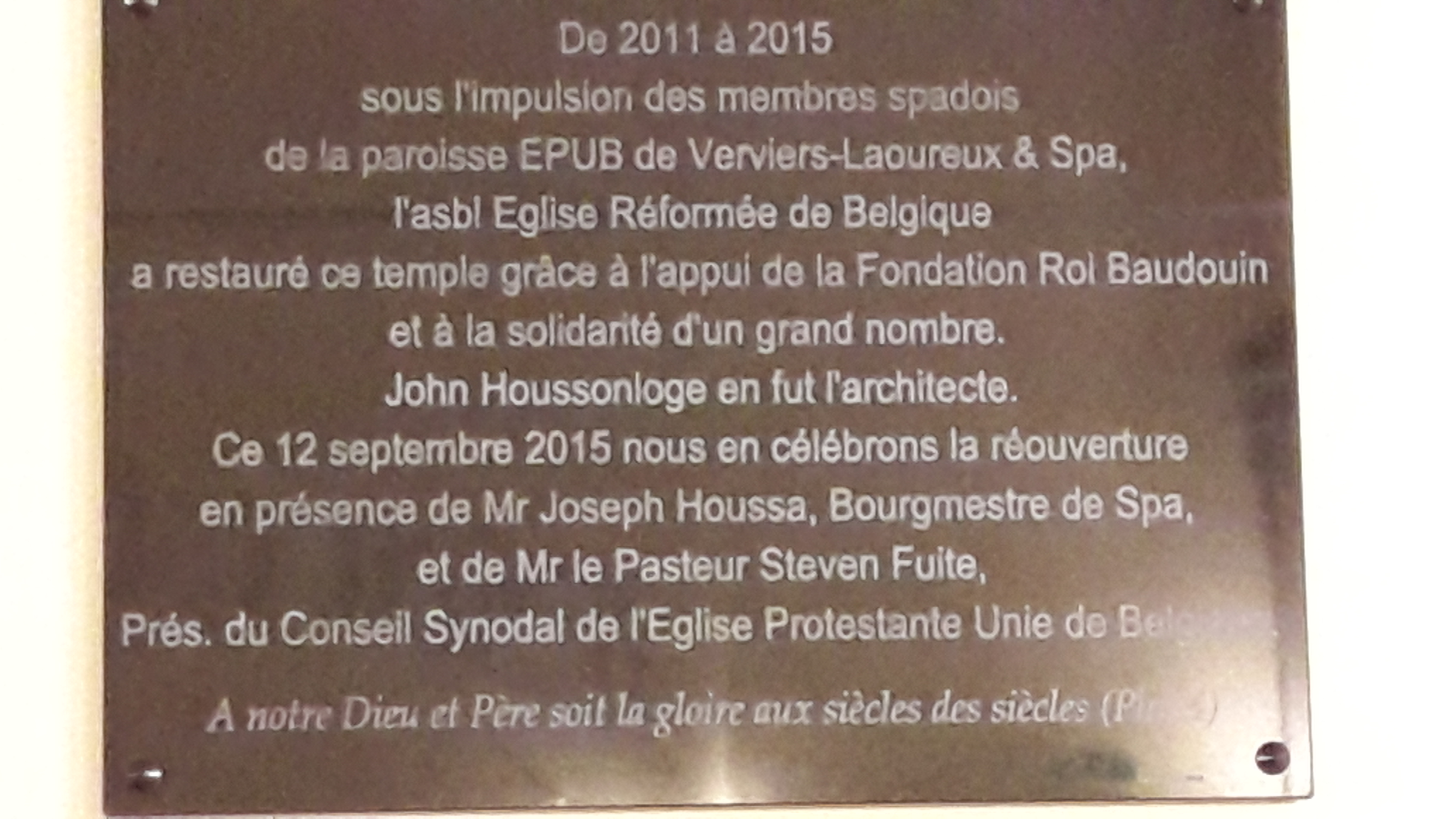
Plaque commémorative officielle de l'inauguration du 12 septembre 2015

Le 9 septembre 2012, le Saint John String Quartet donne, à l'occasion des Journées du Patrimoine un concert qui lance les travaux, lesquels démarrent mi-septembre 2012. La restauration, menée par l'asbl propriétaire, s'opère via un compte de projet ouvert à la Fondation Roi-Baudouin en novembre 2012. Prolongé plusieurs fois, il court jusqu'en juin 2018. Les travaux ont bénéficié à trois reprises de subsides versés par le Gustav-Adolf-Werk (en) (GAW), œuvre diaconale de l'Église protestante en Allemagne et de sa branche rhénane (Evangelische Kirche in Rheinland-EKIR). Pendant trois ans l'église est un chantier et les cultes ont lieu dans le presbytère mais malgré les difficultés des concerts spéciaux y ont lieu, notamment le 9 novembre 2014, par le Saint John String Quartet à l'occasion du centenaire du début de la première guerre mondiale,,.
Trois ans plus tard, le 12 septembre 2015, l'église, restaurée pour l'essentiel, est inaugurée par Joseph Houssa, bourgmestre de Spa, et Steven Fuite, président du Conseil synodal de l'Église protestante unie de Belgique (EPUB), dans le cadre des Journées du Patrimoine avec des intermèdes musicaux interprétés par Pascal Ormancey et Thomas Van Wetteren de l'Ensemble Carpe Diem.
Grâce à un subside de 10 000 € reçu en avril 2017 du Fonds Richard-Forgeur (fonds logé à l'intérieur de la Fondation Roi-Baudouin et destiné à la sauvegarde du patrimoine de la Province de Liège), la rosace bi-plan du pignon d'entrée est restaurée sous la direction de Jean-Marie Geron, maître-verrier.
D'autre part, le presbytère, classé "Bâtiment de valeur d'accompagnement" par la Ville de Spa, et qui était inhabité depuis une dizaine d'années, a également été restauré et a pu être loué dès juillet 2013.

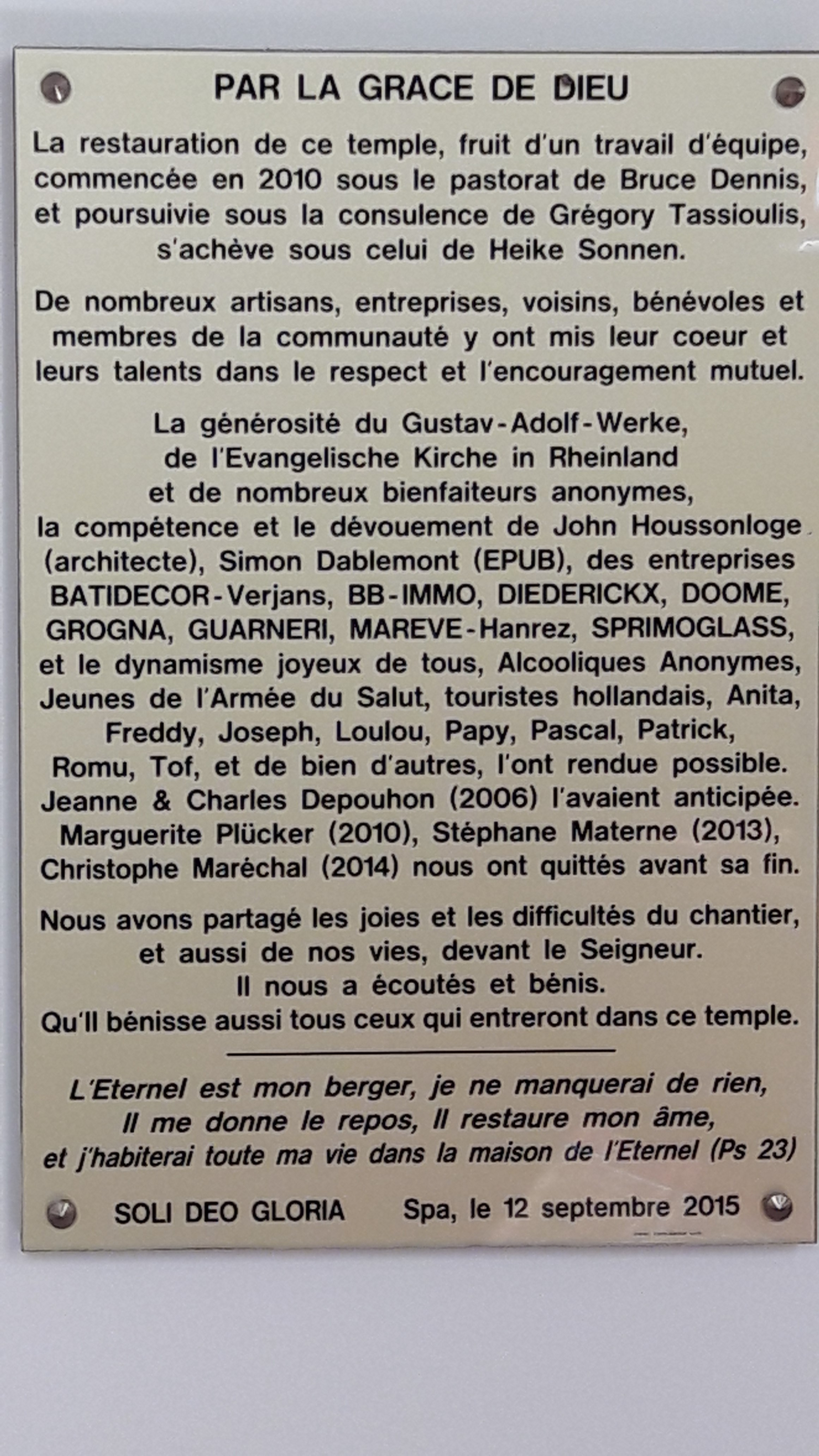
Plaque commémorative remerciant les participants aux travaux

Différentes stèles et plaques commémoratives ont été placées au fil du temps en plusieurs endroits du temple et du presbytère. Elles rendent notamment hommage à Frederica Perceval et à Esther Beamish. Lors de l'inauguration de 2015, deux nouvelles plaques ont été dévoilées : l'une, à caractère officiel, signalant l'appui reçu de la Fondation Roi-Baudouin, l'autre remerciant le Gustav-Adolf-Werke, l'architecte ainsi que les artisans et bénévoles des travaux récents.

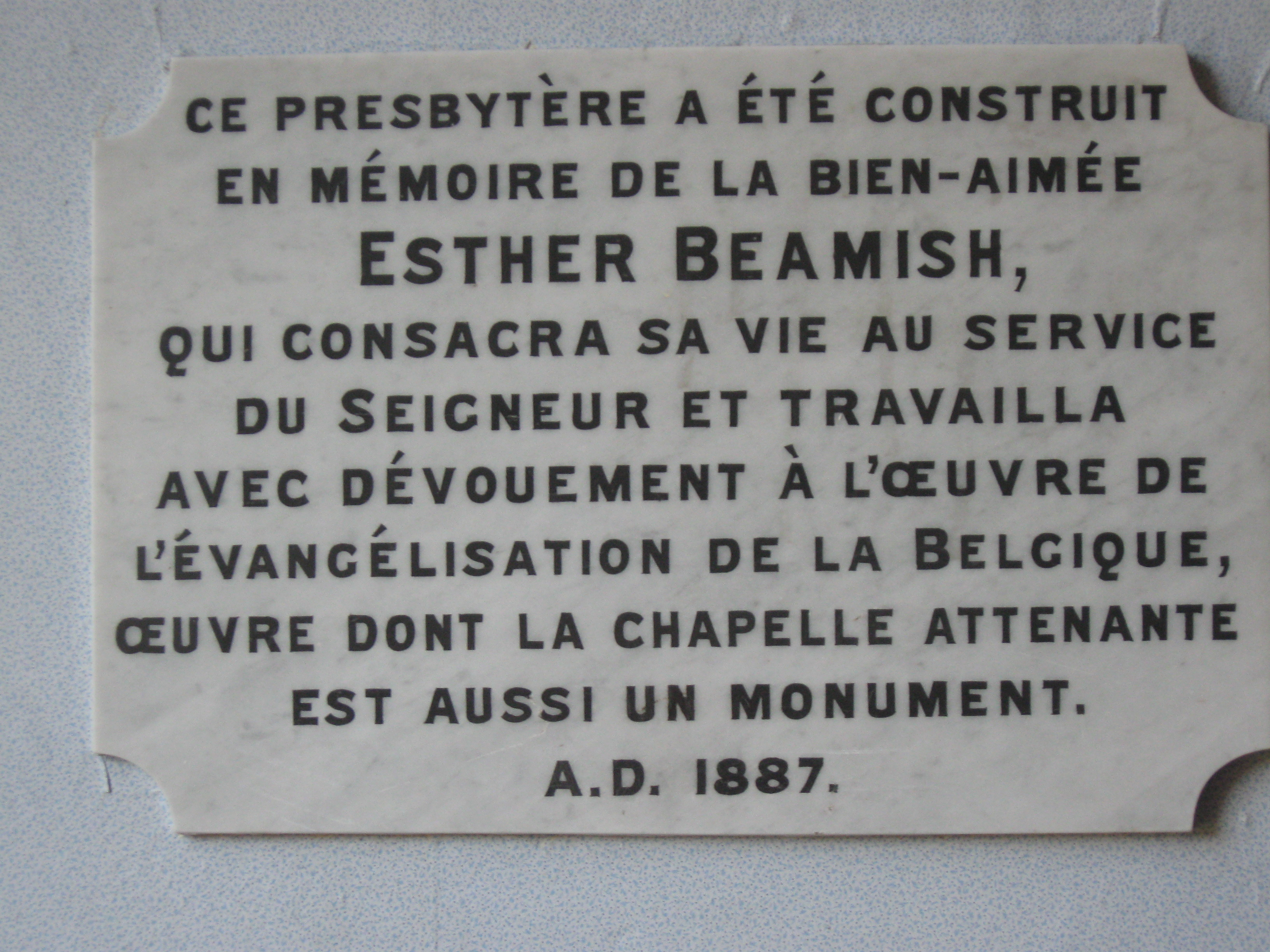
Stèle scellée dans le hall du presbytère de Spa

## Architecture
L'église figure sous la mention d'« immeuble de grande valeur » à l'intérieur du périmètre du Centre Ancien protégé de Spa, lui-même fixé par l'arrêté royal publié au Moniteur belge du 18 décembre 2007. Bâtie en 1876-1877, c'est une réplique des petites églises anglaises typiques, de style néogothique à une nef. Elle est construite en briques rouges avec de nombreux contreforts en pierre de Bourgogne. Elle est éclairée par quatre paires de vitraux en ogive surmontés de petits vitraux ronds, en différents tons de jaune, placés en médaillons. À l’extérieur, chaque vitrail ogival est surmonté d'auvents et entouré de pierres de Bourgogne. Le pignon d'entrée comprend une rosace et est surmonté d'une croix tréflée de pierre grise. La photo présentée dans la partie supérieure du bandeau de droite représente l'église avant sa restauration.
La toiture de l’église est supportée par une charpente de bois, culminant à 11 mètres de haut. À la base de la charpente est suspendu un jeu de barres métalliques horizontales (tirants) supportant un long tuyau central alimentant en eau des aspergeurs (sprinklers). Cette eau provenait d’une grande cuve placée au second étage du presbytère attenant, l’objectif étant de pouvoir arroser l’intérieur de l’église en cas d’incendie. Un tel dispositif dans une église est particulièrement rare.

À l’extérieur, le toit était recouvert de tuiles d’asbeste. Les anciens vitraux ogivaux, fort décrépis, étaient à petits carreaux carrés de verre sablé et à joints de plomb de mauvaise qualité, le tout maintenu dans un châssis très rouillé. 

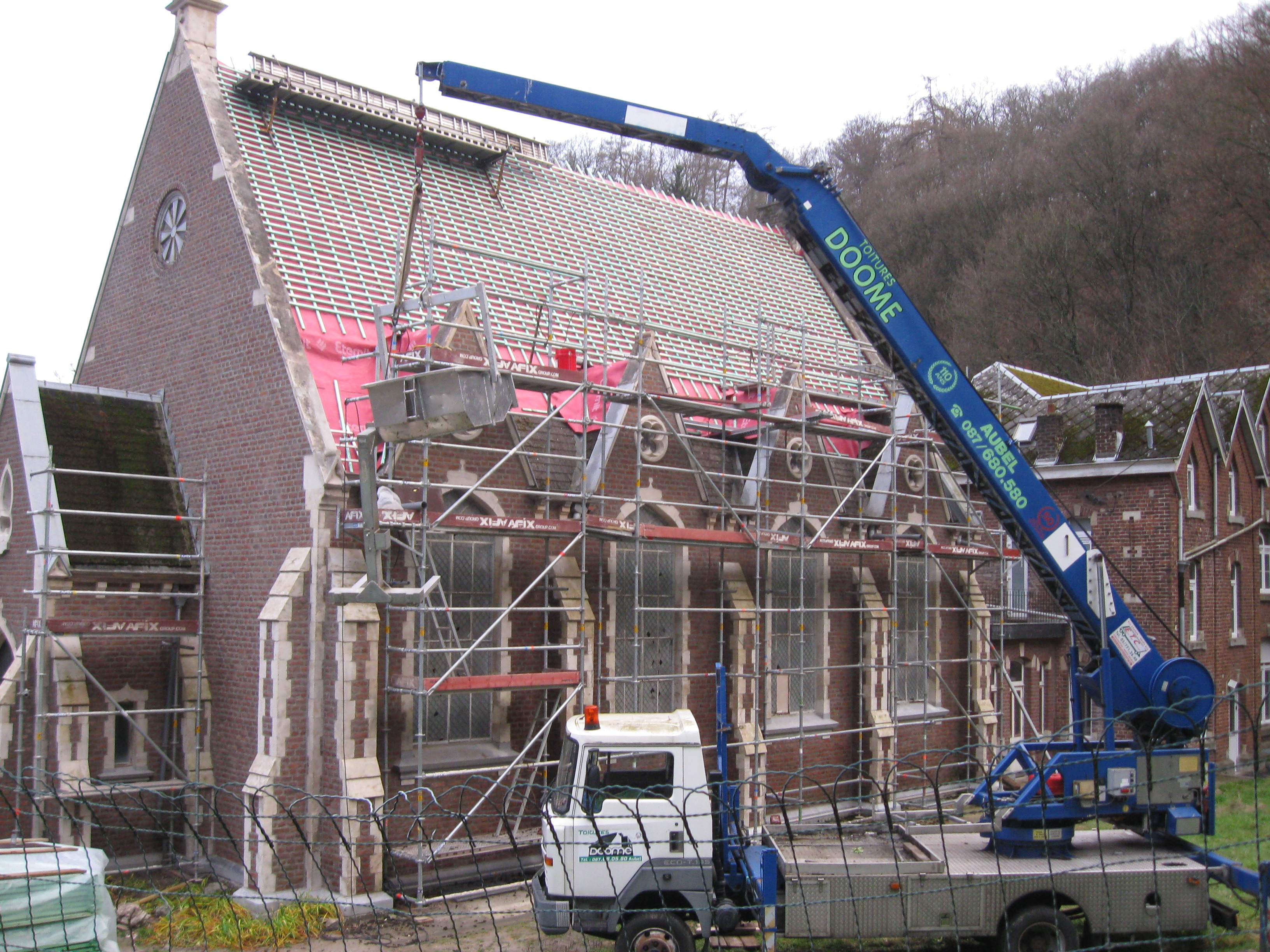
Remplacement de la couverture du toit et isolation thermique en cours au 15 décembre 2013

Le plancher était recouvert d’un revêtement protecteur qui lors des travaux de restauration a été enlevé, laissant découvrir les longues planches anciennes de Douglas d’Amérique, en parfait état.
Comme l’édifice était haut et mal isolé, et trop grand par rapport à la communauté locale, une chapelle intérieure y avait été aménagée près de l’entrée. C’était un caisson à plafond bas (2,60 m), thermiquement isolé, occupant un quart de la surface de la nef. Cette disposition permettait un certain confort mais son esthétique laissait à désirer.
Le presbytère, tout comme le temple attenant, est construit en briques rouges sur trois faces (la face Ouest étant en schiste), avec des soubassements de pierre bleue et des contreforts et parements en pierre de Bourgogne. C'est une maison à 3 pignons (faces Sud, Ouest et Nord, la face Nord étant elle-même à 3 pignons), assez typique des villas de la Belle Époque - nombreuses à Spa - et construite sur 4 niveaux : un niveau de caves afin de résister à l'humidité dues aux sources omniprésentes, caves qui, chacune avec son âtre, servaient de pièces de service, et un rez-de-chaussée réservé à la vie « diurne », composé d'un grand vestibule au pied d'un bel escalier, de 2 grandes pièces de type "salon", bien éclairées par de grandes baies avec volets, à hauts plafonds décorés de rosaces de stuc et loggia sur la façade Sud. Le sol du vestibule, comme celui du porche d'entrée de l'église, est recouvert de carrelages colorés typiques du XIXe siècle. Les deux niveaux supérieurs de cette demeure étaient réservés à la vie « nocturne », le second de ces étages étant inclus dans la toiture, percée de fenêtres-pignon. S'y trouvent 4 grandes chambres à coucher, chacune avec âtre et cheminée, une salle de bain, une lingerie, et un grenier. Ce dernier comportait la grande cuve alimentant en eau les aspergeurs de l'église. Le toit était certainement recouvert d'ardoises naturelles mais ultérieurement la couverture a été remplacée par des tuiles d'asbeste. Pendant plusieurs décennies cette maison, attenante au temple, a hébergé le pasteur, ensuite elle a accueilli des missionnaires revenant en repos. Progressivement elle est devenue pension de famille, gérée par une missionnaire, et finalement elle a servi de conciergerie. En 2009 le presbytère était inhabité depuis une dizaine d'années.
Dans son Rapport de visite des bâtiments de juin 2009, Simon Dablemont mentionne qu' "extérieurement le temple est en bon état" ainsi que les soubassements en pierres et les seuils de fenêtre. Quant aux façades, " elles ne sont pas lézardées ni les murs détériorés". Les superstructures en bois de la toiture ainsi que les corniches et descentes d'eau semblent correctes après "enlèvement de la mousse et des plantes". Gros points noirs : les châssis métalliques "à remplacer", l'absence totale d'isolation thermique des fenêtres et de la toiture, les poutres de support du plancher aux "encastrements vermoulus", l'installation électrique "très élémentaire, à refaire complètement ", l'absence de chauffage, et les revêtements des murs "à refaire entièrement ".
Quant au presbytère, extérieurement « il semble en bon état, sans dégradations préoccupantes », les caves ne sont pas humides. Toit, corniches, descentes d'eau sont dans le même état que ceux du temple. Les portes et châssis, tous en bois, sont « à réparer, peindre ou remplacer. » Les points noirs : pas de doubles vitrages, pas d'isolation du toit, une installation électrique « totalement inadéquate et dangereuse », des sanitaires et des alimentations d'eau « à refaire complètement » car il y a notamment des évacuations d'eau usées « coupées au ras des murs. » Tous les locaux sont « à rénover. » Les boiseries intérieures, les escaliers, les planchers et leur gîtage sont « corrects mais à rafraîchir. » Les poutres de bois composant les superstructures des toitures « présentent de nombreuses parties vermoulues sur une profondeur de 5 à 7 mm » et certains plafonnages sur lattis « des moisissures à faire analyser. »
Les travaux ont été réalisés suivant le projet et sous la supervision de l'architecte John Houssonloge, lequel avait déjà été chargé de la restauration d'autres temples protestants dans la province de Liège à savoir ceux de Amay, Cheratte,, Flémalle, Herstal, tous propriétés de l'asbl Église réformée de Belgique.

Le chantier a commencé en septembre 2012 par le remplacement du gîtage du plancher de l’église. Tous les madriers ont été remplacés par des madriers étuvés sur lesquels les planches anciennes ont ensuite été reclouées. À l'occasion de l'enlèvement de l'ancien gîtage, on a découvert sur le sol de terre, 80 cm plus bas, d'anciens objets laissés sur place par les bâtisseurs de 1876, notamment d'anciennes bouteilles d'eau de Spa.

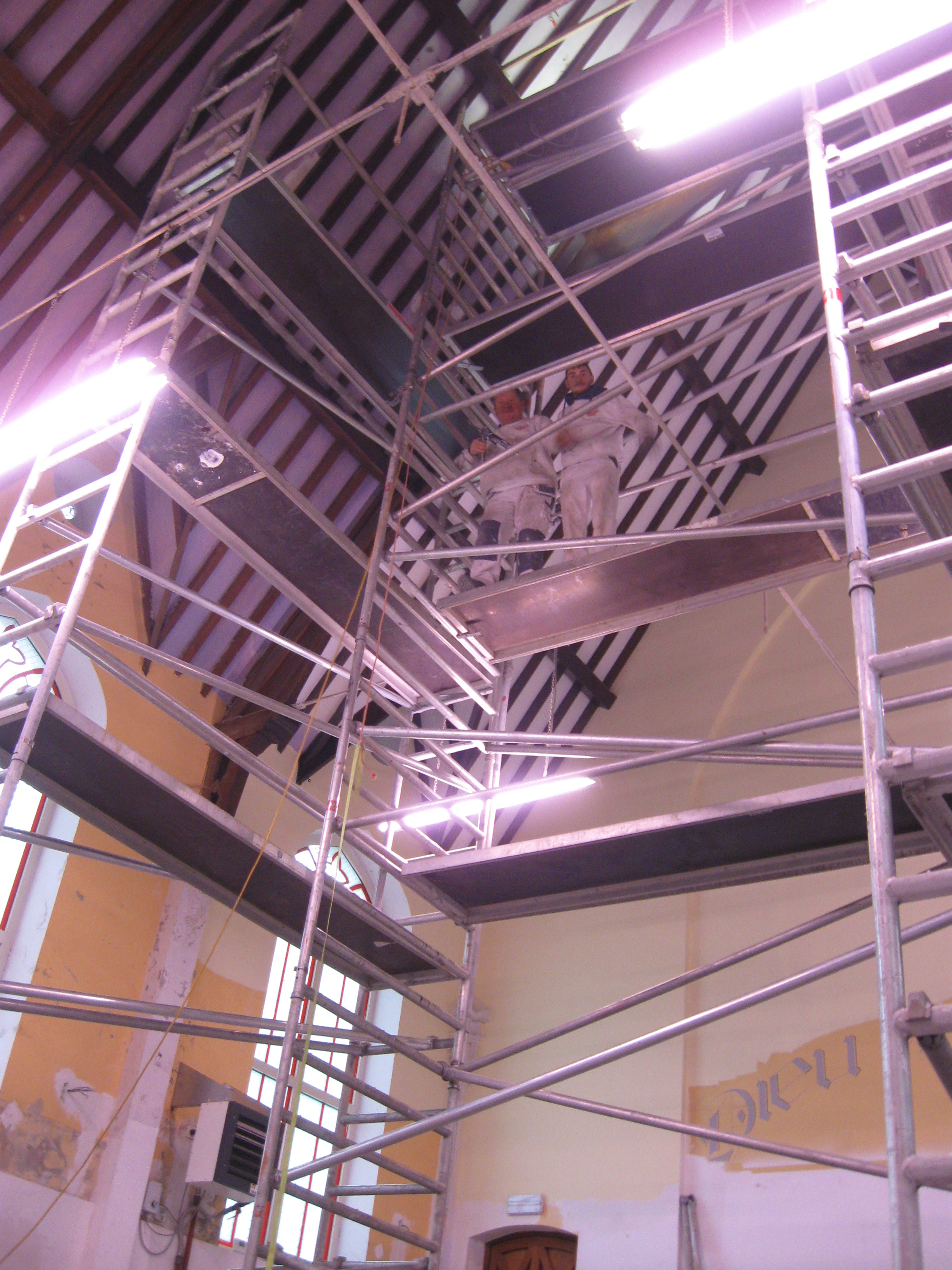
Traitement de la charpente et peinture du plafond (de bleu en blanc) et des murs (de jaune vif en jaune champagne) au 3 décembre 2014

Suivent des travaux de mise aux normes des sanitaires et de l'électricité, tant dans l'église que dans le presbytère. La rénovation du presbytère s'achève en juin 2013 pendant qu'en parallèle, de mars à octobre 2013, a lieu le ravalement des façades avec rejointoiement et hydrofugation de l'église.
Le remplacement de la couverture du toit de l’église et du bâtiment de transition entre l’église et le corps du presbytère, par des ardoises naturelles, et son isolation thermique sont réalisés de décembre 2013 à fin février 2014. En même temps, les cloisons et le plafond de l’ancienne chapelle-caisson sont démontés, la nef retrouvant alors tout son volume. De septembre 2014 à avril 2015 les anciens vitraux sont remplacés par des vitraux à double vitrage conservant les motifs des carrés et des joints ainsi que les motifs des ogives.
La peinture intérieure de la nef a concerné à la fois le traitement de l’ancienne charpente de bois, la peinture du plafond, initialement bleu violacé, en blanc, la peinture des murs en jaune clair, celle des tuyaux d'aspersion d'eau en blanc, celle des colonnettes et de leur chapiteau en blanc et en différentes nuances de gris. Dans le porche de l’église, dont le faux-plafond a été enlevé, le plafond a été peint en blanc et les murs en jaune clair. Ces travaux ont commencé en décembre 2014 et se sont terminés en février 2015.
L’ancien plancher, préalablement poncé, a ensuite été vitrifié, puis le mobilier ancien, notamment les bancs d’église, a été remis en place.
La rosace surmontant le pignon de l’entrée de l’église, de 1 mètre de diamètre, à double plan, un plan extérieur et un plan intérieur, a été déposée en juillet 2017. Chaque plan comprend 16 secteurs circulaires. Un premier examen a permis de constater que sur chaque plan un secteur sur deux est vide et que le plan intérieur tourne autour de l’axe central, permettant de passer d’une position « Hiver », entièrement fermée, à une position « Eté » où un secteur circulaire sur deux est vide. Sur le châssis intérieur est soudé un anneau où s’attache la corde de traction, et qui peut avancer entre deux butées soudées elles aussi au châssis. Ce dispositif ingénieux semble unique en Europe. Sa restauration a été essentiellement l'œuvre du maître-verrier Jean-Marie Geron et de l'ébéniste Pierre Pirnay. Restaurée la rosace fut exposée dans le temple de juillet à octobre 2018, puis remise en place le 20 octobre 2018 en présence des représentants du Fonds Richard Forgeur et de la presse https://www.rtbf.be/info/regions/detail_eglise-protestante-de-spa-la-rosace-a-retrouve-sa-place?id=10051629.
Une plaque commémorative, scellée dans le chœur de l'église, remercie les différents intervenants, en particulier les entreprises et artisans de la restauration : BB-Immo pour le gros-œuvre, l'électricité, les sanitaires et le chauffage, Olivier Guarneri pour le ravalement des façades, Doome pour la toiture, MAREVE-Hanrez pour les châssis du presbytère, Diederinckx et Sprimoglass pour les vitraux, André Grogna pour le plancher, BATIDECOR pour la peinture intérieure.
Sont également remerciés le Gustav-Adolf-Werke (pour ses subsides dont le montant total fut de 54 000 €), l'Armée du salut et ses jeunes, en camp à la Villa Meyerbeer de Spa, venus consacrer une journée de service sur le chantier, les Alcooliques anonymes de Spa dont plusieurs membres ont participé bénévolement aux travaux. La plaque rend aussi hommage à des personnes dont le rôle fut important : Simon Dablemont, Dr-Ir, président du Groupe de travail Projets au sein de l'EPUB, John Houssonloge, l'architecte des travaux, Jeanne et Charles Depouhon, paroissiens longtemps organisateurs d'activités rémunératrices au profit de la restauration du temple, Marguerite Plücker, paroissienne assidue, décédée le 5 janvier 2010 pendant les années de mûrissement du projet, Stéphane Materne, paroissien qui participa aux travaux de gros-œuvre du temple et du presbytère, décédé le 18 juillet 2013 et dont les funérailles ont eu lieu dans le temple en chantier, Christophe Maréchal, bénévole sur le chantier, très apprécié de la communauté locale, décédé tragiquement le 10 décembre 2013, et qui avait fait l'éloge funèbre de Stéphane Materne cinq mois plus tôt. Enfin la plaque rappelle les noms des pasteurs desservant la paroisse de Verviers-Laoureux & Spa pendant les travaux : Bruce Dennis qui lança et soutint le projet jusqu'à son départ en juin 2011, Gregory Tassioulis qui assura la consulence jusqu'en juillet 2012, Heike Sonnen, pasteur de la paroisse depuis août 2013 et qui présida les cérémonies d'inauguration. Cette plaque fut dévoilée le 12 septembre 2015 par la pasteure Ulrike Veermann, présidente du GAW de Rhénanie (EKIR).
En 2017 à l’occasion du 500ème anniversaire de la Réforme, Laurence Druez, docteur en histoire de l'Université de Liège et chef de travaux aux Archives de l’État à Liège, et Julien Maquet, docteur en histoire de la même Université, directeur de l’Archéoforum de Liège et responsable des publications de l'Institut du Patrimoine wallon, publient une large étude sur la conception, la construction et l’aménagement des édifices les plus emblématiques du culte protestant de Wallonie y compris le temple de Spa. Le 24 juillet 2021, à l’occasion de l’inscription de Spa et d'autres villes thermales d’Europe sur la liste du Patrimoine Mondial de l’UNESCO, le document présentant Spa comprend un article avec photo sur la chapelle protestante et sa restauration de 2015.

## Personnalités
- Henry Chrouet, premier pasteur d'Oultremeuse, à Olne, exécuté, avec sa fille, en 1691. Olne dépendait de Maastricht, ville réformée des Pays-Bas du Nord, prise en 1673 par Vauban  Siège de Maastricht (1673). Les protestants y avaient alors perdu leurs droits et des persécutions s'ensuivirent.